# 丁克美
丁克美（1956年—），湖北仙桃人，汉族，中华人民共和国政治人物、第十一届全国人民代表大会湖北地区代表。
担任仙桃市剅河镇黄桥村党支部书记，是中共党员。2008年起担任全国人大代表。